# 马丁·格克
马丁·格克（德語：Martin Geck，1936年3月19日—2019年11月22日），德国音乐学家，多特蒙德工业大学名誉教授。

## 生平
1936年生于维滕，在雷克灵豪森长大。他的父亲威廉（1892年－1989年）是認信教會成员。1955年中学毕业，先后在明斯特、柏林和基尔学习音乐学、神學和哲学。1962年获博士学位。1966年成为古典音乐作曲家理查德·瓦格纳作品集编辑委员会创始成员。长期从事德国音乐史研究。1976年开始在多特蒙德大学任教，2001年退休后成为名誉教授。2001年，《巴赫：生平与著作》获格莱姆文学奖。2019年11月22日在鲁尔区波鸿逝世。

## 出版物
- 《贝多芬：作曲家与他的世界》，2017年[4]
- 《理查德·瓦格纳传》，2012年
- 《罗伯特·舒曼传》，2010年
- 《约翰·塞巴斯蒂安·巴赫》，2002年

## 中文译本
- （德）马丁·格克. . 罗沃尔特音乐家传记丛书. 由严宝瑜翻译. 人民音乐出版社. 2011. ISBN 9787103036624.